# The Butterfly Effect (Moonspell)
The Butterfly Effect is het vierde album van de Portugese gothic metal-band Moonspell. Het album is uitgebracht in 1999.

## Tracklist
| Nr. | Titel                      | Duur  |
| --- | -------------------------- | ----- |
| 1.  | Soulsick                   | 4:16  |
| 2.  | Butterfly FX               | 3:51  |
| 3.  | Can’t Bee                  | 5:11  |
| 4.  | Lustmord                   | 3:44  |
| 5.  | Self Abuse                 | 3:44  |
| 6.  | I Am The Eternal Spectator | 3:31  |
| 7.  | Soulitary Vice             | 3:27  |
| 8.  | Disappear Here             | 3:33  |
| 9.  | Adaptables                 | 3:00  |
| 10. | Angelizer                  | 4:27  |
| 11. | Tired                      | 5:23  |
| 12. | K / O Mal De Cristo        | 12:40 |